# Флер ван де Кіфт
Флер ван де Кіфт (нід. Fleur van de Kieft, 22 жовтня 1973) — нідерландська хокеїстка на траві.
Бронзова призерка Олімпійських Ігор 1996, 2000 років.
Чемпіонка Європи 1999 року.
Переможниця Трофею чемпіонів 2000 року, срібна призерка 1999 року, бронзова призерка 1997, 2002 років.
Срібна призерка Чемпіонату світу 1998 року.